# Залізниця Санкт-Петербург — Москва
| Залізнична лінія Санкт-Петербург - Москва |                                                                          |
| Країна                                    | Росія                                                                    |
| Знаходження штаб-квартири                 | Санкт-Петербург                                                          |
| Статус                                    | діюча                                                                    |
| Роки роботи                               | з 1851                                                                   |
| Підпорядкування                           | Російські залізниці, Октябрська залізниця                                |
| Експлуатаційна довжина залізниці          | 645 км                                                                   |
| Ширина колії                              | 1 520 мм                                                                 |
| вебсайт                                   | http://oktzd.ru/line/22 [Архівовано 9 листопада 2019 у Wayback Machine.] |
|                                           |                                                                          |

Залізниця Санкт-Петербург-Головний - Москва-Пасажирська - двоколійна (за винятком окремих дільниць) залізнична магістраль завдовжки 645 км.
Є першою двоколійною залізницею і першою залізничною магістраллю, побудованою на території Російської імперії. На момент будівництва була найбільшою у світі двоколійною залізницею. Прийнята при будівництві залізниці ширина колії 1524 мм стала стандартом для російських залізниць (за що тепер відома як Російська колія). Перша російська високошвидкісна магістраль.
На початок ХХІ сторіччя лінія є Головним ходом Жовтневої залізниці. Обслуговується двома її регіонами: Санкт-Петербурзьким (дільниця Санкт-Петербург-Головний - Окуловка) та Московським (дільниця Угловка - Москва-Пасажирська). Сполучає станції Санкт-Петербург-Головний та Москва-Пасажирська. На всьому протязі лінії чотиризначне світлофорне автоблокування через збільшення гальмівного шляху високошвидкісних поїздів. Відлік кілометражу ведеться від Санкт-Петербурга до Москви.
На території Москви і Московської області є єдиним з 11 радіальних напрямків від Москви (Ленінградський напрямок), який належить не Московській залізниці, а Жовтневій, включаючи Ленінградський вокзал.
|                                     |
| Санкт-Петербург, Московський вокзал |

|                               |
| Москва, Ленінградський вокзал |